# Van Buren (geslacht)

Familiewapen van Buren

De familie Van Buren regeerde over de heerlijkheden Buren en Leerdam, maar zijn al in 1472 verdreven door Arnold hertog van Gelre.

## Ontstaan
De heerlijkheid Buren is waarschijnlijk ontstaan bij het verdelen van het graafschap Teisterbant in 994. Otto van Buren was familie van de laatste graaf van Teisterbant en hij kreeg een deel van dit graafschap omdat de graaf van Teisterbant geloofde dat de wereld zou vergaan en daarom ging hij een klooster in om in de hemel te komen. De wereld verging niet en de heren van Buren konden dus verder regeren.

## Stadswapen
Het huidige stadswapen van Buren was vroeger het familiewapen van de Van Burens, maar dit is zelfs na het vergaan van deze familie het wapen en het zegel van de stad gebleven. Ook de vlag van Buren is op dit schild gebaseerd. De eerste vermelding van dit wapen was in de 15e eeuw.

## Allard van Buren
De heren van Buren zijn nooit graaf geworden, maar de op twee na laatste heer van Buren, Allard IV van Buren, zorgde er wel voor dat de Kapel van de Heilige maagd Maria in 1367 een parochiekerk werd en werd omgedoopt tot Sint-Lambertuskerk. Ook zorgde hij ervoor dat het dorpje Buren in 1395 een stad werd. Hiervoor zijn de Burenaren hem nog steeds dankbaar. Dit is ook te zien aan de "Ridder Allard Laan", thans Ridder Alartlaan geheten, in de nieuwe buurt te Buren.